# Jordi Curtesi
Jordi Curtesi (en llatí Georgius Curtesius, en grec Γεώργιος Κουρτέση) o Georgius Scholarius fou un escriptor i gramàtic grec autor d'alguns tractats sobre temes gramaticals. Alguns historiadors suposen que podria ser el mateix que el patriarca Gennadi II de Constantinoble, que també es deia Georgius Scholarius, però els temes de les seves obres suggereixen que era un personatge diferent (Johann Albert Fabricius Bibliotheca Graeca. vol. 6. p. 342).